# Xexéu
Xexéu este un oraș în Pernambuco (PE), Brazilia.